# Masalia multistriata
Masalia multistriata là một loài bướm đêm trong họ Noctuidae.